# 谢赫·安瓦尔·哈克
谢赫·安瓦尔·哈克博士（旁遮普語，1917年5月11日—1995年3月3日），是一名巴基斯坦法学家和学者，从1977年9月23日-1981年3月25日這段時間，他擔任担任第9任巴基斯坦首席大法官。1978年4月20日-5月17日這段時間，他代理巴基斯坦總統。1977年4月4日，他在一起有争议的谋杀案中判處了前巴基斯坦總理佐勒菲卡爾·阿里·布托死刑。
他出生於英屬印度的賈朗達爾，在DAV学院和拉合尔的旁遮普大学受过经济学教育，1944年被任命为英屬印度公务员，领导英属印度的市政治理。1947年印巴分治之後，他成為巴基斯坦公民，在巴基斯坦司法系統中任職。
1962年，他被提名，在巴基斯坦最高法院任职，1970年被任命为拉合尔高等法院首席法官，1971年再次被任命为巴基斯坦最高法院高级法官。1972年，他与時任巴基斯坦最高法院首席大法官韓杜爾·拉曼共同主持一個战争调查委员会，调查巴基斯坦在第三次印巴戰爭中的投降行為和政治軍事崩潰，從而导致東巴基斯坦獨立成为孟加拉国的事件，从而赢得了公众和国际知名度。
他以司法保守主义哲学倾向而闻名，并在《巴基斯坦國家政治史》中指出，必然主义为巴基斯坦陆军參謀長齊亞·哈克将军支持的1977巴基斯坦政变提供了合法性，這次政變恢复了政治上的法律和秩序，这是他保守倾向的一部分。 他还审理了巴基斯坦前總理佐勒菲卡尔·阿里·布托的案件，并组成了一个7人(最高法院7名法官)法官席，以裁决拉合尔高等法院对巴基斯坦前总理政治谋杀的死刑的上诉。 阿里·布托以通过代理人谋杀其一名政治对手的父亲的罪名而被判处死刑后，哈克开始起诉齐亚·哈克将军违背举行选举的承诺。齐亚·哈克介绍了临时宪法秩序的文件，以使他的统治合法化，以绕过与此案有关的问题，并要求所有法官签署一项接受臨時憲法秩序文件的协议。哈克博士特别拒绝根据臨時憲法的秩序宣誓，以維護自己的良心為理由辞职。 他还动员最高法院和高等法院的其他志同道合的法官，通过不签署臨時憲法秩序文件的来否决拟议的臨時憲法秩序。由于拒绝签署臨時憲法秩序的文件和《刑事诉讼条例》，他被免去了巴基斯坦最高法院首席大法官的职务。